# Torquato Tasso
Torquato Tasso (italská výslovnost: [torˈkwaːto ˈtasso]; 11. března 1544 Sorrento – 25. dubna 1595 Řím) byl italský básník 16. století, známý především díky svému eposu Gerusalemme liberata (Osvobozený Jeruzalém) z roku 1591, v němž líčí silně zidealizovanou a fantazijní verzi bojů mezi křesťany a muslimy na konci první křížové výpravy, při obléhání Jeruzaléma v roce 1099.
Tasso trpěl duševní nemocí a zemřel jen několik dní předtím, než měl být papežem Klementem VIII. korunován na Kapitolu jako král básníků. Jeho díla byla široce překládána a adaptována a až do počátku 20. století patřil mezi nejčtenější básníky Evropy.

## Život
Básník Torquato Tasso se narodil v roce 1544 v přímořském městečku Sorrento (Kampánie), kde má na náměstí svůj pomník. Vyrůstal ve šlechtické, finančně dobře zajištěné rodině. Otec Bernardo byl z rodu hrabat di Tasso (latinsky Taxis), pocházel z Bergama a byl spřízněn s Thurn-Taxisy; pracoval jako sekretář a básník rodiny Ferrante Sanseverina, knížat ze Salerna. Matka Porzia dei Rossi byla neapolského původu. Když byla nucena s dětmi odejít do Neapole, studoval Torquato osm let na tamějším jezuitském gymnáziu, kde se naučil latinsky, řecky a základy rétoriky. Na univerzitě v Padově se roku 1560 dal zapsat ke studiu práv, ale studoval jen filozofii a rétoriku, přednášel ji Francesco Piccolomini. V roce 1562 přešel na univerzitu do Bologne, kde navštěvoval také soukromou literární akademii a začal sám psát. Nakonec se vrátil roku 1565 do Padovy, kde ukončil studia nikoliv absolutoriem, ale vyloučením za pomlouvačný pamflet.
Pohyboval se u různých mecenášů, začínal jako společník na dvoře Guidobalda II. della Rovere, dále u Scipiona Gonzagy a Estenských. Život Torquata Tassa byl plný dramatických zvratů. Pravděpodobně nejšťastnější období prožil v letech 1565–1570 na dvoře kardinála Luigiho d'Este, který ho jmenoval svým dvorním básníkem na zámku ve Ferraře. V roce 1571 cestoval do Francie, především do Paříže a setkal se s králem Karlem IX.
Na podzim roku 1576 se Torquato Tasso pohádal s ferarrským šlechticem Maddalem, který se příliš otevřeně vyjadřoval o jisté homosexuální aféře; téhož roku napsal dopis svému homosexuálnímu příteli Luce Scalabrinovi, v němž se svěřuje se svou láskou k jednadvacetiletému mladíkovi Oraziu Ariostovi. V létě 1577 vytáhl v přítomnosti Lucrezie d’Este, vévodkyně urbinské, nůž na sluhu. Za tento výstřelek byl zatčen; vévoda ho však propustil a vzal ho na venkovské sídlo Villa Belriguardo, aby si tam odpočinul a zotavil se. Co se zde přesně stalo, není známo.
Někteří životopisci se domnívají, že zde vyšla najevo kompromitující známost s Leonorou d’Este a že se Tasso dohodl, že bude předstírat šílenství, aby uchránil její čest – avšak pro toto tvrzení neexistují důkazy. Jisté je jen to, že z Belriguarda se Tasso vrátil do františkánského kláštera ve Ferraře, výslovně kvůli péči o své zdraví. Tam se ho zmocnil silný strach, že ho vévoda nechá zavraždit. Na konci července uprchl, převlečený za rolníka, a pěšky se vydal za svou sestrou do Sorrenta.

### Duševní onemocnění
Trpěl psychickými poruchami, nyní považovanými za maniodepresi. Současníci popsali, jak se pološílený toulal ulicemi Říma a byl přesvědčen, že je pronásledován. Byl proto v Římě zavřen v klášteře Sant'Onofrio, následně sedm let hospitalizován ve ferrarském Svatoanenském blázinci. Odtud po propuštění odcestoval do Mantovy. Začal psát dramata, cestoval mezi Florencií, Neapolí a Římem. Pokračoval v psaní, ale nikdy se úplně nevzpamatoval. Zemřel v Římě.

## Dílo
- Epos Osvobozený Jeruzalém, nejvýznamnějším dílo – veršovaná epická skladba s tématem bojů a vítězství křesťanů nad muslimy v první křížové výpravě. První překlad do slovanského jazyka byl polský Piotra Kochanowského (1618)[5]. O první český překlad se pokusil až roku 1834 Jan Evangelista Purkyně, celý epos vyšel v překladu Jaroslava Vrchlického z roku 1887.[6]
- Král Torrismondo, divadelní tragédie o incestu severského krále s jeho sestrou
- Rinaldino, poetický román (1562)
- Aminta, pastýřský román, drama o lásce pastýře Aminty a lovkyně Silvie (1573)
- Dialogy, rozprava autora s fiktivním přítelem
- Cattaneo, dialog autora s Mauriziem Cataneem (1585)
- sonety a madrigaly
- drobné prózy

Tassovo dílo mělo v soudobé kultuře velký celoevropský ohlas. Stalo se inspirací pro malířství, hudební díla (Lully, Händel, Dvořák, ad.), filmovou a knižní tvorbu, například: Johann Wolfgang von Goethe tragédie Torquato Tasso(1790), Lord Byron (1819), Ernst Raupach (1833), Paolo Giacometti (1855).

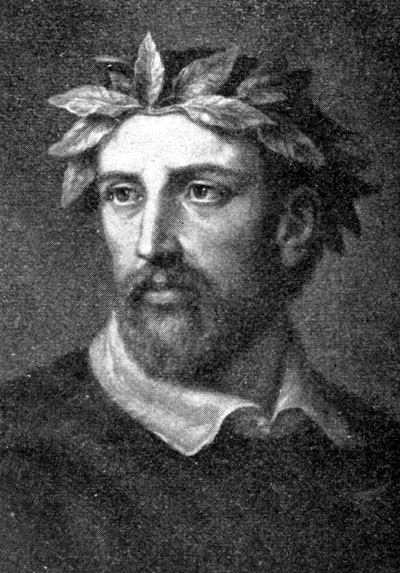
Torquato Tasso

## Památky
- Pomníky v Bergamu, v Sorrentu, mramorová busta před zámkem Charlottenhof v Postupimi.
- Tassův dub v Římě, na Rampa della Quercia, nedaleko kláštera Sant'Onofrio, kde Tasso při psaní sedával.
- Ulice po něm pojmenované: v každém větším italském městě, zejména v Bergamu, Posillipu (Neapoli), Římě, Turíně, Palermu a Katánii, stejně jako v Paříži a Palo Altu v Kalifornii.